# Гороховський Олег Володимирович
Оле́г Володи́мирович Горохо́вський (нар. 19 вересня 1974, Дніпропетровськ, УРСР) — український бізнесмен, банкір, співзасновник компанії Fintech Band та проєктів Monobank і британського необанка Koto, колишній перший заступник голови правління ПриватБанку (до націоналізації).

## Освіта
Олег народився 19 вересня 1974 року в Дніпропетровську. З відзнакою закінчив школу № 96, потім здобув вищу освіту в Національній металургійній академії України за спеціальністю «Економіка підприємства».

## Кар'єра
На останньому курсі навчання Олег почав свій трудовий шлях у ПриватБанку, стажувався на посаді куратора валютного управління. У 28 років став керівником бізнесу обслуговування індивідуальних VIP-клієнтів. У 37 років став першим заступником Голови Правління банку, який за час його роботи став найбільшим банком в Україні (25 мільйонів клієнтів). Загалом працював у ПриватБанку протягом 21 року. У грудні 2016 р. пішов зі своєї посади у ПриватБанку після націоналізації фінустанови.
Член Ради з питань підтримки підприємництва — консультативно-дорадчого органу при Президентові України (з 27 червня 2025).

### Monobank
У 2017 році став співзасновником компанії Fintech Band, що в основному займається онлайн-банкінгом. Сферою застосування бізнес-продукту був обраний онлайн-банкінг. В момент докапіталізації компанії Fintech Band до 1 млрд грн частка Гороховського в компанії становила 17,18 %.
Того ж року було підписано договір про співпрацю з Універсал Банком, та вже у травні 2017 року було анонсовано дебютний проєкт— мобільний банк monobank.
Гороховський допомагає як консультант Міністерству цифрової трансформації України розробляти мобільний додаток «Дія».

## Особисте життя
Одружений, виховує трьох дітей, захоплюється настільним тенісом, займається блогерством, подорожує.

## Благодійність
Бере участь у допомозі проєктам «Таблеточки», «Кураж Базар», «Життєлюб».
Під час повномасштабної війни проти Росії брав участь у зборі коштів на допомогу ЗСУ. Долучився до закупки 20 дронів камікадзе Warmate.
2025 року за підтримки Тамари і Олега Гороховських українською видано книгу «Не злякаюся зла» Натана Щаранського, це продовження книжкової серії «Єврейська бібліотека», започаткованої Єврейською конфедерацією України.

## Відзнаки
- Банкір року за версією FinAwards 2020.[20]
- Банкір року за версією FinAwards 2023.[21][22]
- «Підприємець року» 2023 рік, за версією журналу Forbes Ukraine.[23]
- Учасник списку NV «Люди десятиліття 2014—2024»[24]
- Учасник рейтингу найвпливовіших українців від NV (2024)[25]
- ТОП 100 впливових українців 2024 року за версією журналу Фокус.[26]
- Увійшов до списку 100 Людей NV.[27]